# Автошлях Т 0614
Автошля́х Т 0614 — автомобільний шлях територіального значення Глибочиця М06 — Станишівка Р18 у Житомирській області. Загальна довжина 9,5 км.
Проходить через населені пункти Глибочиця, Калинівка, Клітчин, Станишівка.